# Адель Альхайат
Адель аль-Хайят (араб. المهندس عادل الخياط‎; род. в 1950 или 1951 год, Сохаг) — египетский политический деятель. 
В июне 2013 года решением президента Египта Мохаммеда Мурси Адель аль-Хайят был назначен губернатором провинции Луксор. Фигура Аделя аль-Хайята примечательна тем, что он принимал активное участие в деятельности радикальной исламистской организации Аль-Гамаа аль-Исламия, совершившей 17 ноября 1997 года в той же самой провинции Луксор террористический акт у храма Хатшепсут, унёсший жизни 58 иностранных туристов.
Назначение Аделя аль-Хайята губернатором Луксора вызвало волну негодования как со стороны населения провинции, так и со стороны государственных служащих: так, египетский министр туризма Хишам Зазу подал в отставку в знак протеста против скандального назначения, однако эта отставка не была принята премьер-министром Египта. 23 июня 2013 года, не пробыв на посту губернатора и недели, под давлением общественности Аль-Хайят покинул пост губернатора.